# La Queue-les-Yvelines
La Queue-les-Yvelines és un municipi francès, situat al departament d'Yvelines i a la regió de Illa de França. L'any 2007 tenia 2.049 habitants.
Forma part del cantó d'Aubergenville, del districte de Rambouillet i de la Comunitat de comunes Cœur d'Yvelines.

## Demografia

### Població
El 2007 la població de fet de La Queue-les-Yvelines era de 2.049 persones. Hi havia 768 famílies, de les quals 214 eren unipersonals (75 homes vivint sols i 139 dones vivint soles), 238 parelles sense fills, 265 parelles amb fills i 51 famílies monoparentals amb fills.
La població ha evolucionat segons el següent gràfic:
Habitants censats

### Habitatges
El 2007 hi havia 844 habitatges, 784 eren l'habitatge principal de la família, 18 eren segones residències i 42 estaven desocupats. 627 eren cases i 207 eren apartaments. Dels 784 habitatges principals, 589 estaven ocupats pels seus propietaris, 158 estaven llogats i ocupats pels llogaters i 37 estaven cedits a títol gratuït; 51 tenien una cambra, 90 en tenien dues, 104 en tenien tres, 132 en tenien quatre i 407 en tenien cinc o més. 632 habitatges disposaven pel capbaix d'una plaça de pàrquing. A 357 habitatges hi havia un automòbil i a 357 n'hi havia dos o més.

### Piràmide de població
La piràmide de població per edats i sexe el 2009 era:
| Homes | Edats   | Dones |
| ----- | ------- | ----- |
| 0     | 95 o +  | 4     |
| 12    | 90 a 94 | 28    |
| 12    | 85 a 89 | 24    |
| 4     | 80 a 84 | 12    |
| 20    | 75 a 79 | 8     |
| 20    | 70 a 74 | 20    |
| 52    | 65 a 69 | 48    |
| 60    | 60 a 64 | 72    |
| 84    | 55 a 59 | 84    |
| 68    | 50 a 54 | 76    |
| 52    | 45 a 49 | 56    |
| 68    | 40 a 44 | 76    |
| 64    | 35 a 39 | 48    |
| 48    | 30 a 34 | 60    |
| 40    | 25 a 29 | 48    |
| 64    | 20 a 24 | 60    |
| 76    | 15 a 19 | 52    |
| 84    | 10 a 14 | 96    |
| 56    | 5 a 9   | 68    |
| 28    | 0 a 4   | 36    |

## Economia
El 2007 la població en edat de treballar era de 1.320 persones, 941 eren actives i 379 eren inactives. De les 941 persones actives 897 estaven ocupades (464 homes i 433 dones) i 45 estaven aturades (22 homes i 23 dones). De les 379 persones inactives 120 estaven jubilades, 129 estaven estudiant i 130 estaven classificades com a «altres inactius».

### Ingressos
El 2009 a La Queue-les-Yvelines hi havia 764 unitats fiscals que integraven 1.928,5 persones, la mediana anual d'ingressos fiscals per persona era de 26.214 €.

### Activitats econòmiques
Dels 162 establiments que hi havia el 2007, 1 era d'una empresa alimentària, 4 d'empreses de fabricació d'altres productes industrials, 13 d'empreses de construcció, 43 d'empreses de comerç i reparació d'automòbils, 4 d'empreses de transport, 18 d'empreses d'hostatgeria i restauració, 2 d'empreses d'informació i comunicació, 4 d'empreses financeres, 7 d'empreses immobiliàries, 31 d'empreses de serveis, 25 d'entitats de l'administració pública i 10 d'empreses classificades com a «altres activitats de serveis».
Dels 44 establiments de servei als particulars que hi havia el 2009, 1 era una gendarmeria, 1 oficina de correu, 1 una oficina bancària, 3 tallers de reparació d'automòbils i de material agrícola, 1 taller d'inspecció tècnica de vehicles, 1 autoescola, 2 paletes, 1 guixaire pintor, 1 fusteria, 4 electricistes, 1 empresa de construcció, 3 perruqueries, 5 veterinaris, 12 restaurants, 5 agències immobiliàries i 2 salons de bellesa.
Dels 16 establiments comercials que hi havia el 2009, 1 era un hipermercat, 1 un supermercat, 1 una botiga de més de 120 m², 1 una botiga de menys de 120 m², 1 una peixateria, 3 botigues de roba, 1 una botiga d'equipament de la llar, 1 una botiga d'electrodomèstics, 2 botigues de material esportiu, 2 drogueries i 2 floristeries.

## Equipaments sanitaris i escolars
L'únic equipament sanitari que hi havia el 2009 era una farmàcia.
El 2009 hi havia 1 escola maternal i 1 escola elemental. La Queue-les-Yvelines disposava d'un iceu d'ensenyament general amb 1.372 alumnes.

## Poblacions més properes
El següent diagrama mostra les poblacions més properes.